# Biserica „Sfânta Treime - Sfântul Nicolae” din Istria
Biserica „Sfânta Treime - Sfântul Nicolae” din Istria este un monument istoric aflat pe teritoriul satului Istria; comuna Istria.